# Fondi di caffè

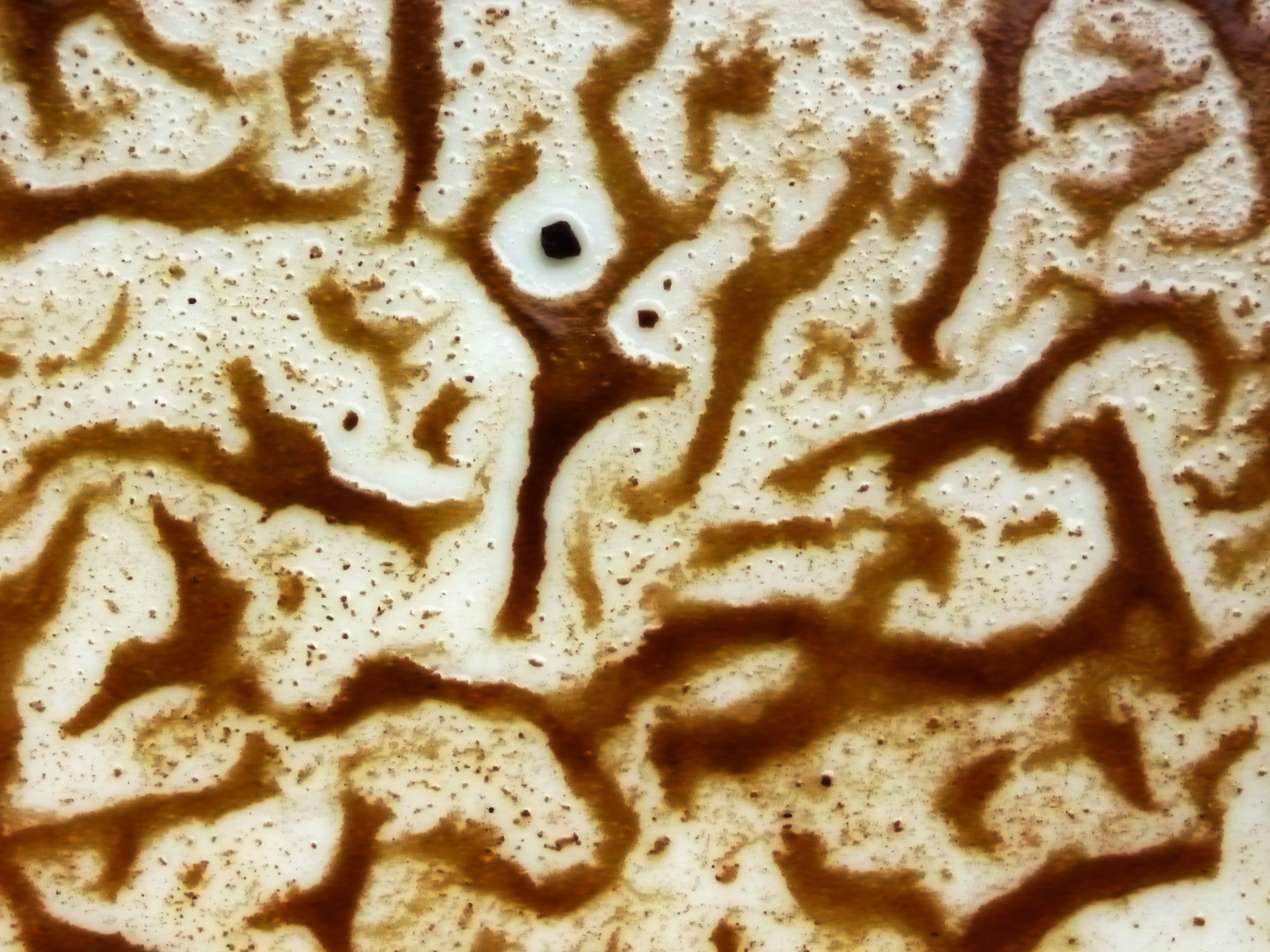
Le strutture formate dai fondi di caffè, qui sulle pareti di una tazza in porcellana bianca, vengono talvolta osservate in caffeomanzia dopo il consumo di caffè greco e caffè turco.

I fondi di caffè sono i chicchi macinati che avanzano dopo la preparazione del caffè. Si tratta di un rifiuto organico che può prestarsi a diversi riutilizzi.

## Uso in giardinaggio e orticoltura

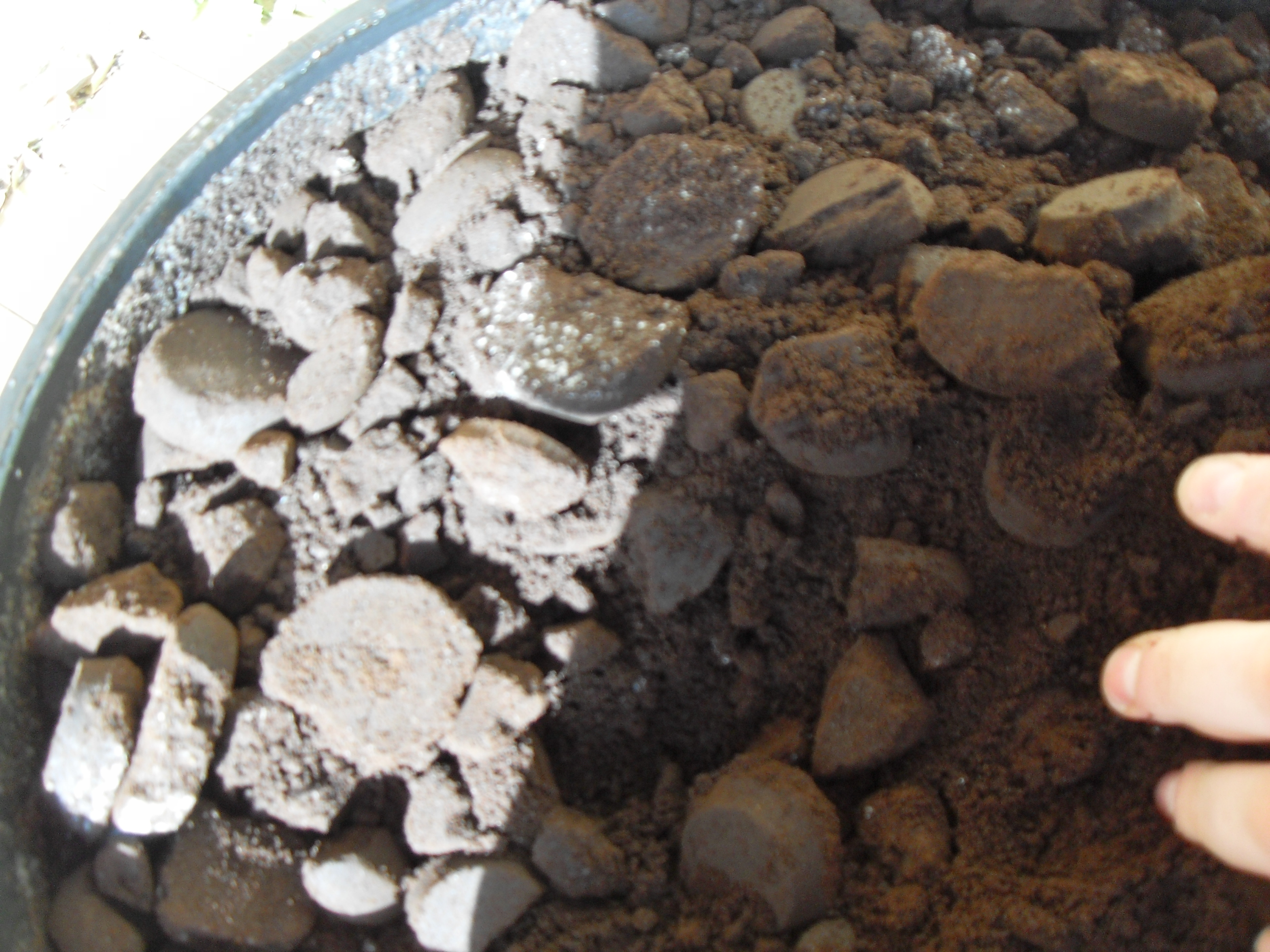
Fondi di caffè per giardinaggio

I fondi di caffè si adattano ad un utilizzo nel compostaggio e come pacciamatura. Mescolati al terreno, contribuiscono a renderlo più soffice e arioso; dato che dopo la preparazione del caffè sono soggetti alla formazione di muffe, vengono in genere seccati prima dell'uso. 

Come fertilizzante, offrono un apprezzabile apporto di azoto e potassio. Soprattutto, essendo acidi, possono senz'altro abbassare il pH di terricci troppo alcalini, quindi sono adatti per piante acidofile; d'altro canto, proprio per questo i fondi di caffè vengono evitati per le piante che al posto di terreni acidi preferiscono quelli calcarei/basici.
La loro utilità come repellente ecologico per allontanare parassiti (formiche e lumache) non è stata confermata.

## Uso domestico e cosmetico
I fondi di caffè sarebbero utilizzabili con successo come deodorante (ad esempio dei frigoriferi) e si presterebbero a svariati altri usi domestici che vanno dalla pulizia di casa a quella personale. Sono documentate pratiche di cosmetica come l'uso per ravvivare il colore castano dei capelli e il gommage.